# Dean McLaughlin
Pour les articles homonymes, voir McLaughlin.
Dean Benjamin McLaughlin, Jr., né le 22 juillet 1931 à Ann Arbor au Michigan, est un écrivain américain de science-fiction. Il est le fils des astronomes Dean B. McLaughlin et Laura Elizabeth Hill.
Son œuvre la plus connue est Hawk Among the Sparrows (1968), qui a été nommée à la fois pour le prix Hugo et le prix Nebula du meilleur roman court. Il traite d'un avion de chasse de la fin du XXe siècle qui voyage dans le temps et tente de rivaliser avec les avions de la Première Guerre mondiale.
Parmi ses autres œuvres, on peut notamment citer Dawn (1980), un roman inspiré par la nouvelle Quand les ténèbres viendront d'Isaac Asimov.
Son roman court Tenbrook of Mars a été publié dans le numéro de juillet/août 2008 d'Analog.

## Œuvres

### Romans
- (en) Dome World, 1962
- (en) The Fury from Earth, 1963
- (en) The Man Who Wanted Stars, 1965
- (en) Dawn, 1981

### Recueil de nouvelles
- (en) Hawk Among the Sparrows: Three Science Fiction Novellas, 1976